# Mispeldonk
Mispeldonk is een natuurgebied ten zuiden van Bonheiden, tussen de Boeimeer en de Dijle. Het gebied is voor het grootste deel eigendom van Natuurpunt en sluit aan bij het Mechels Broek en Cassenbroek. Samen vormen ze een nagenoeg aaneengesloten natuurgebied. 
Het gebied bevat verschillende soorten landschappen: van schrale graslanden, hooiweiden met houtkanten, vochtige loofbosjes tot herstelde heidegebiedjes.
Het landschap kreeg vorm op het einde van de laatste ijstijd, zo'n 10 000 jaar geleden.  De Mispeldonkhoeve die haar naam gaf aan het gebied, werd reeds vermeld in 1330.